# UFC 223
UFC 223: Khabib vs. Iaquinta var en MMA-gala som arrangerades av Ultimate Fighting Championship och ägde rum 7 april 2018 i New York i USA. 

## Resultat
1. ↑  Titelmatch i lättvikt.[2]
2. ↑  Titelmatch i stråvikt.